# Kabinett Schmyhal
Das Kabinett Schmyhal war die 21. Regierung der Ukraine. Sie folgte auf das Kabinett Hontscharuk, wurde am 4. März 2020 gebildet und wurde von Ministerpräsident Denys Schmyhal geleitet. Ab dem 19. Juli 2023 war es das am längsten bestehende Kabinett in der Geschichte der unabhängigen Ukraine. Am 15. Juli 2025 reichte Schmyhal seinen Rücktritt beim Präsidenten Selenskyj ein, welcher am 16. Juli 2025 vom Parlament angenommen wurde. Am 17. Juli 2025 wurde das Kabinett vom Kabinett Swyrydenko abgelöst.

## Hintergrund und Geschichte
Nachdem Oleksij Hontscharuk am 4. März 2020 vom Amt des Ministerpräsidenten zurückgetreten war, wählte der Oberste Rat der Ukraine (Werchowna Rada) am selben Tag seinen Nachfolger Denys Schmyhal, der ebenfalls am selben Tag ein neues Kabinett vorstellte. Der ukrainische Präsident Wolodymyr Selenskyj begründete den Regierungswechsel mit einem Milliardendefizit im Haushalt und sinkender Wirtschaftsleistung.
Denys Schmyhal war zum Zeitpunkt seiner Ernennung stellvertretender Ministerpräsident im Kabinett Hontscharuk. Zuvor war er vom 1. August 2019 bis zum 5. Februar 2020 Gouverneur der Oblast Iwano-Frankiwsk.
Mit dieser Kabinettsumbildung wurden einige Ministerien (neu-)geschaffen und andere aufgelöst bzw. umgebildet. So wurde das im Kabinett Hontscharuk in das Wirtschaftsministerium eingegliederte Landwirtschaftsministerium wieder eigenständig. Das Ministerium für Veteranenangelegenheiten und vorübergehend besetzte Gebiete wurde aufgeteilt in ein Ministerium für Veteranenangelegenheiten und ein Ministerium für Fragen der Reintegration temporär besetzter Gebiete. Das Ministerium für Kultur, Jugend und Sport ist in das Ministerium für Jugend und Sport und dem Ministerium für Kultur und Informationspolitik aufgegangen.
Vier Minister aus dem Kabinett Hrojsman behielten ihre Posten: der Minister für digitale Transformation Mychajlo Fedorow, der Justizminister Denys Maljuska, der Minister für Infrastruktur Wladyslaw Kryklij und der Innenminister Arsen Awakow. Die letzten beiden wurden später entlassen.
Zum 16. Juli 2020 wurde ein Ministerium für strategische Industrie erschaffen. Zunächst wurde es mit Oleh Uruskyj, am 21. März 2023 mit dem ehemaligen CEO der staatlichen Eisenbahn Ukrzaliznytsia Oleksandr Kamyschin besetzt.
Der langjährige Innenminister Arsen Awakow, welcher seit dem 27. Februar 2014 in Folge der Revolution der Würde das Amt ausführte, reichte am 12. Juli 2021 seinen Rücktritt ein. Sein Nachfolger wurde der Vorsitzende des Ausschusses für Strafverfolgung, Denys Monastyrsky. Beim Hubschrauberabsturz von Browary im Januar 2023 starben Monastyrsky, sein Stellvertreter Jenin und der Staatssekretär Lubkowytsch. Auf ihn folgte der Chef der Nationalen Polizei der Ukraine Ihor Klymenko zunächst kommissarisch, nach drei Wochen offiziell.
Der Minister für Kultur und Informationspolitik Oleksandr Tkatschenko wurde von der Verkhovna Rada am 27. Juli 2023 abgewählt.
Oleksij Resnikow reichte am 4. September 2023 seinen Rücktritt an; dieser wurde am nächsten Tag vom Parlament angenommen. Rustem Umjerow wurde am 6. September 2023 zum Minister für Verteidigung ernannt und vereidigt. Er ist der erste krimtatarische Minister in der Ukraine.
Am 9. November 2023 trat Wadym Hutzajt zurück. Begründet wurde dies mit der Konzentration auf die Arbeit im Nationalen Olympischen Komitee der Ukraine, dessen Präsident er seit dem 17. November 2022 ist. Die Nachfolge trat kommissarisch Matwij Bidnyj an.

## Regierungsumbildung September 2024
Eine große Regierungsumbildung wurde am 3. und 4. September 2024 angekündigt. So haben Außenminister Kuleba, Minister für Strategische Industrien Kamyschin, Justizminister Maljuska und Umweltminister Strilez sowie die stellvertretenden Ministerpräsidentinnen Stefanischyna, Ministerin für Europäische und Euroatlantische  Integration, und Wereschtschuk, Ministerin für Fragen der Wiedereingliederung temporär besetzter Gebiete, ihren Rücktritt eingereicht. Der Fraktionsvorsitzende der regierenden Partei Sluha Narodu, Dawyd Arachamija, hat zudem weitere Änderungen im Kabinett angekündigt. Laut ihm sollen über die Hälfte der Kabinettpositionen neu vergeben werden.
In der Sitzung des Parlamentes wurden am 4. September bereits die Rücktritte von Stefanischyna, Kamyschin, Maljuska und Strilez angenommen. Am 5. September hat die Werchowna Rada die Rücktritte von Kuleba und Wereschtschuk angenommen. Am Tag zuvor scheiterte noch das Rücktrittsgesuch von Vize-Ministerpräsidentin Wereschtschuk aufgrund einer fehlenden Mehrheit.
Im Laufe des 5. Septembers 2024 werden nacheinander die Ministerposten neu besetzt. Die bisherige stellvertretende Ministerpräsidentin und Ministerin für Europäische und Euroatlantische  Integration wurde wieder in dieselbe Position berufen, zusätzlich nun auch zur Ministerin der Justiz.
Der ehemalige Vorsitzende der Oblastverwaltung der Kiewer Oblast und ein bisheriger stellvertretender Leiter des Präsidialamtes der Ukraine Oleksij Kuleba wurde stellvertretender Ministerpräsident für Wiederaufbau und Minister für Gemeindeentwicklung und Territorien. Das Ministerium soll aber nach Meinung des Infrastrukturausschusses der Werchowna Rada wieder in das Ministerium für Gemeindeentwicklung und Territorien sowie dem Ministerium für Infrastruktur aufgeteilt werden. Dieses aber nach der Regierungsfraktion Sluha Narodu erst in einigen Monaten geschehen. Nichtsdestotrotz heißt das Amt offiziell Minister für Gemeindeentwicklung und Territorien. Schlussendlich wurde bis zum Rücktritt der Regierung am 16. Juli 2025 kein eigenständiges Ministerium für Infrastruktur gegründet.
Der bisherige kommissarische Minister für Jugend und Sport, Matwij Bidnyj, wurde zum ordentlichen Minister ernannt. Neuer Minister für Kultur und strategische Kommunikation, ehemals Minister für Kultur und Informationspolitik, ist Mykola Totschyzkyj, ein ehemaliger stellvertretender Außenminister.
Der ehemalige erste stellvertretende Außenminister, Andrij Sybiha, tritt die Nachfolge von Dmytro Kuleba an.
Switlana Hryntschuk wurde Ministerin für Umweltschutz und natürliche Ressourcen. Herman Smetanin, bisheriger Generaldirektor der Ukrainischen Verteidigungsindustrie Ukroboronprom, tritt die Nachfolge von Oleksandr Kamyschin als Minister für strategische Industrie an. Die bisherige stellvertretende Verteidigungsministerin Natalija Kalmykowa wurde Ministerin für Veteranenangelegenheiten.
Der bisherige Chef des Staatseigentumsfonds der Ukraine und ehemalige Gouverneur der Oblast Rivne Witalij Kowal ist zum neuen Agrarminister gewählt worden.
Das Ministerium für Fragen der Wiedereingliederung temporär besetzter Gebiete wurde mit der Regierungsumbildung abgeschafft und damit auch das Amt der stellvertretenden Ministerpräsidentin, welches zuvor Iryna Wereschtschuk innehatte.

## Zusammensetzung
| Portfolio | Minister | Foto                | Amtszeit                                                                             |
| --- | --- | ------------------- | ------------------------------------------------------------------------------------ |
| Ministerpräsident | Denys Schmyhal |                     | 4. März 2020 –                                                                       |
| Stellvertretende Ministerpräsidenten                                                                                                 | |                     |                                                                                      |
| Erste stellvertretende Ministerpräsidentin Ministerin für Wirtschaft                                                                 | Oleksij Ljubtschenko (Олексій Миколайович Любченко) |                     | 20. Mai 2021 – 3. November 2021                                                      |
| Erste stellvertretende Ministerpräsidentin Ministerin für Wirtschaft                                                                 | Julija Swyrydenko |                     | 4. November 2021 –                                                                   |
| Stellvertretende Ministerpräsidentin für europäische und euroatlantische Integration                                                 | Wadym Prystajko |                     | 4. März 2020 – 4. Juni 2020                                                          |
| Stellvertretende Ministerpräsidentin für europäische und euroatlantische Integration                                                 | Olha Stefanischyna |                     | 4. Juni 2020 – 4. September 2024                                                     |
| Stellvertretende Ministerpräsidentin für europäische und euroatlantische Integration Ministerin der Justiz                           | Olha Stefanischyna | 5. September 2024 – |                                                                                      |
| Amt abgeschafft Stellvertretender Ministerpräsident für Wiederaufbau Minister für Gemeindeentwicklung, Territorien und Infrastruktur | Oleksandr Kubrakow (Олександр Миколайович Кубраков) |                     | 1. Dezember 2022 – 9. Mai 2024                                                       |
| Stellvertretender Ministerpräsident für Wiederaufbau Minister für Gemeindeentwicklung und Territorien                                | Oleksij Kuleba (Олексій Володимирович Кулеба) |                     | 5. September 2024 –                                                                  |
| Amt abgeschafft Stellvertretende Ministerpräsidentin Ministerin für Fragen der Wiedereingliederung temporär besetzter Gebiete        | Oleksij Resnikow |                     | 4. März 2020 – 3. November 2021                                                      |
| Amt abgeschafft Stellvertretende Ministerpräsidentin Ministerin für Fragen der Wiedereingliederung temporär besetzter Gebiete        | Iryna Wereschtschuk |                     | 4. November 2021 – 5. September 2024                                                 |
| Stellvertretender Ministerpräsident Minister der Nationalen Einheit der Ukraine                                                      | Oleksij Tschernyschow (Олексій Михайлович Чернишов) |                     | 3. Dezember 2024 –                                                                   |
| Stellvertretender Ministerpräsident für Innovation, Bildungsentwicklung und Technologie Minister für digitale Transformation         | Mychajlo Fedorow |                     | 4. März 2020 –                                                                       |
| Amt abgeschafft Stellvertretender Ministerpräsident Minister für Fragen der strategischen Industrie                                  | Oleh Uruskyj (Олег Семенович Уруський) |                     | 16. Juli 2020 – 3. November 2021                                                     |
| Minister | |                     |                                                                                      |
| Minister für Agrarpolitik und Ernährung                                                                                              | Roman Leschtschenko (Роман Миколайович Лещенко) |                     | 17. Dezember 2020 – 24. März 2022                                                    |
| Minister für Agrarpolitik und Ernährung                                                                                              | Mykola Solskyj (Микола Тарасович Сольський) |                     | 24. März 2022 – 9. Mai 2024                                                          |
| Minister für Agrarpolitik und Ernährung                                                                                              | Taras Wyssozkyj (Тарас Миколайович Висоцький) |                     | 9. Mai 2024 – 5. September 2024 (kommissarisch)                                      |
| Minister für Agrarpolitik und Ernährung                                                                                              | Witalij Kowal (Віталій Станіславович Коваль) |                     | 5. September 2024 –                                                                  |
| Minister für Innere Angelegenheiten                                                                                                  | Arsen Awakow |                     | 4. März 2020 – 15. Juli 2021                                                         |
| Minister für Innere Angelegenheiten                                                                                                  | Denys Monastyrskyj |                     | 16. Juli 2021 – 18. Januar 2023 Im Amt verstorben                                    |
| Minister für Innere Angelegenheiten                                                                                                  | Ihor Klymenko |                     | 18. Januar 2023 – 7. Februar 2023 (kommissarisch) 7. Februar 2023 –                  |
| Ministerin für Wirtschaft | Oleksij Ljubtschenko (Олексій Миколайович Любченко) |                     | 20. Mai 2021 – 3. November 2021                                                      |
| Ministerin für Wirtschaft | Julija Swyrydenko |                     | 4. November 2021 –                                                                   |
| Minister für Energie | Olha Buslawez (Ольга Анатоліївна Буславець) |                     | 3. Juni 2020 – 20. November 2020                                                     |
| Minister für Energie | Jurij Bojko (Юрій Миколайович Бойко) |                     | 20. November 2020 – 21. Dezember 2020                                                |
| Minister für Energie | Jurij Witrenko (Юрій Юрійович Вітренко) |                     | 21. Dezember 2020 – 29. April 2021                                                   |
| Minister für Energie | Herman Haluschtschenko |                     | 29. April 2021 –                                                                     |
| Minister für Äußere Angelegenheiten                                                                                                  | Dmytro Kuleba |                     | 4. März 2020 – 5. September 2024                                                     |
| Minister für Äußere Angelegenheiten                                                                                                  | Andrij Sybiha |                     | 5. September 2024 –                                                                  |
| Minister für Umweltschutz und natürliche Ressourcen                                                                                  | Roman Abramowskyj (Роман Романович Абрамовський) |                     | 19. Juni 2020 – 3. November 2021                                                     |
| Minister für Umweltschutz und natürliche Ressourcen                                                                                  | Ruslan Strilez (Руслан Олександрович Стрілець) |                     | 4. November 2021 – 15. April 2022 (kommissarisch) 15. April 2022 – 4. September 2024 |
| Minister für Umweltschutz und natürliche Ressourcen                                                                                  | Switlana Hrynchuk (Світлана Василівна Гринчук) |                     | 5. September 2024 –                                                                  |
| Minister der Nationalen Einheit der Ukraine                                                                                          | Oleksij Tschernyschow (Олексій Михайлович Чернишов) |                     | 3. Dezember 2024 –                                                                   |
| Minister für Fragen strategischer Infrastruktur                                                                                      | Oleh Uruskyj (Олег Семенович Уруський) |                     | 16. Juli 2020 – 3. November 2021                                                     |
| Minister für Fragen strategischer Infrastruktur                                                                                      | Pawlo Rjabikin (Павло Борисович Рябікін) |                     | 4. November 2021 – 20. März 2023                                                     |
| Minister für Fragen strategischer Infrastruktur                                                                                      | Oleksandr Kamyschin |                     | 21. März 2023 – 4. September 2024                                                    |
| Minister für Fragen strategischer Infrastruktur                                                                                      | Herman Smetanin (Герман Володимирович Сметанін) |                     | 5. September 2024 –                                                                  |
| Minister für Kultur und strategische Kommunikation                                                                                   | Mykola Totschyzkyj (Микола Станіславович Точицький) |                     | 5. September 2024 –                                                                  |
| Minister für Jugend und Sport | Wadym Hutzajt |                     | 4. März 2020 – 9. November 2023                                                      |
| Minister für Jugend und Sport | Matwij Bidnyj (Матвій Вікторович Бідний) |                     | 9. November 2023 – 5. September 2024 (kommissarisch) 5. September 2024 –             |
| Minister der Verteidigung | Andrij Taran |                     | 4. März 2020 – 3. November 2021                                                      |
| Minister der Verteidigung | Oleksij Resnikow |                     | 4. November 2021 – 6. September 2023                                                 |
| Minister der Verteidigung | Rustem Umjerow |                     | 6. September 2023 –                                                                  |
| Ministerin für Veteranenangelegenheiten                                                                                              | Serhij Bessarab (Сергій Борисович Бессараб) |                     | 4. März 2020 – 16. Dezember 2020                                                     |
| Ministerin für Veteranenangelegenheiten                                                                                              | Julija Laputina |                     | 18. Dezember 2020 – 7. Februar 2024                                                  |
| Ministerin für Veteranenangelegenheiten                                                                                              | Oleksandr Porchun (Олександр Володимирович Порхун) |                     | 9. Februar 2024 – 5. September 2024 (kommissarisch)                                  |
| Ministerin für Veteranenangelegenheiten                                                                                              | Natalija Kalmykowa (Наталія Фернандівна Калмикова) |                     | 5. September 2024 –                                                                  |
| Minister für Bildung und Wissenschaft                                                                                                | Juryj Poljuchowytsch (Юрий Юрьевич Полюхович) |                     | 4. März 2020 – 25. März 2020                                                         |
| Minister für Bildung und Wissenschaft                                                                                                | Ljubomyra Mandsij (Любомира Степанівна Мандзій) |                     | 25. März 2020 – 25. Juni 2020                                                        |
| Minister für Bildung und Wissenschaft                                                                                                | Serhij Schkarlet |                     | 25. Juni 2020 – 17. Dezember 2020 (kommissarisch) 17. Dezember 2020 – 20. März 2023  |
| Minister für Bildung und Wissenschaft                                                                                                | Oksen Lissowyj (Оксен Васильович Лісовий) |                     | 21. März 2023 –                                                                      |
| Minister für Gesundheitsschutz | Illja Jemez |                     | 4. März 2020 – 30. März 2020                                                         |
| Minister für Gesundheitsschutz | Maksym Stepanow (Максим Володимирович Степанов) |                     | 30. März 2020 – 18. Mai 2021                                                         |
| Minister für Gesundheitsschutz | Wiktor Ljaschko (Віктор Кирилович Ляшко) |                     | 20. Mai 2021 –                                                                       |
| Minister für Gemeindeentwicklung und Territorien                                                                                     | Oleksij Tschernyschow (Олексій Михайлович Чернишов) |                     | 4. März 2020 – 3. November 2022                                                      |
| Minister für Gemeindeentwicklung und Territorien                                                                                     | Wassyl Losynskyj |                     | 4. November 2022 – 1. Dezember 2022 (kommissarisch)                                  |
| Minister für Gemeindeentwicklung und Territorien                                                                                     | 1. Dezember 2022 – 5. September 2024 Aufgegangen mit dem Ministerium für Infrastruktur in das Ministerium für Gemeindeentwicklung, Territorien und Infrastruktur |                     |                                                                                      |
| Minister für Gemeindeentwicklung und Territorien                                                                                     | Oleksij Kuleba (Олексій Володимирович Кулеба) |                     | 5. September 2024 –                                                                  |
| Ministerin für Sozialpolitik | Maryna Lasebna (Марина Володимирівна Лазебна) |                     | 4. März 2020 – 18. Juli 2022                                                         |
| Ministerin für Sozialpolitik | Oksana Scholnowytsch (Оксана Іванівна Жолнович) |                     | 19. Juli 2022 –                                                                      |
| Minister der Finanzen | Ihor Umanskyj (Ігор Іванович Уманський) |                     | 4. März 2020 – 30. März 2020                                                         |
| Minister der Finanzen | Serhij Martschenko (Сергій Михайлович Марченко) |                     | 30. März 2020 –                                                                      |
| Minister für Digitale Transformation                                                                                                 | Mychajlo Fedorow |                     | 4. März 2020 –                                                                       |
| Ministerin der Justiz | Denys Maljuska |                     | 4. März 2020 – 4. September 2024                                                     |
| Ministerin der Justiz | Olha Stefanischyna |                     | 5. September 2024 –                                                                  |
| Minister des Ministerkabinetts | Oleh Nemtschinow (Олег Миколайович Немчінов) |                     | 4. März 2020 –                                                                       |

| Portfolio | Minister                                                 | Foto | Amtszeit                                             |
| --- | -------------------------------------------------------- | ---- | ---------------------------------------------------- |
| Minister für Energie und Umweltschutz (Aufgegangen in das Ministerium für Energie sowie Ministerium für Umweltschutz und natürliche Ressourcen) | Witalyj Schubyn (Віталій Миколайович Шубін)              |      | 11. März 2020 – 16. April 2020                       |
| Minister für Energie und Umweltschutz (Aufgegangen in das Ministerium für Energie sowie Ministerium für Umweltschutz und natürliche Ressourcen) | Olha Buslawez (Ольга Анатоліївна Буславець)              |      | 16. April 2020 – 3. Juni 2020 (kommissarisch)        |
| Minister für Gemeindeentwicklung, Territorien und Infrastruktur (Entstanden aus dem Ministerium für Gemeindeentwicklung und Territorien sowie Ministerium für Infrastruktur am 1. Dezember 2022) (Aufgegangen in das Ministerium für Gemeindeentwicklung und Territorien sowie Ministerium für Infrastruktur am 5. September 2024) | Oleksandr Kubrakow (Олександр Миколайович Кубраков)      |      | 1. Dezember 2022 – 9. Mai 2024                       |
| Minister für Gemeindeentwicklung, Territorien und Infrastruktur (Entstanden aus dem Ministerium für Gemeindeentwicklung und Territorien sowie Ministerium für Infrastruktur am 1. Dezember 2022) (Aufgegangen in das Ministerium für Gemeindeentwicklung und Territorien sowie Ministerium für Infrastruktur am 5. September 2024) | Wassyl Schkurakow (Олександр Миколайович Кубраков)       |      | 9. Mai 2024 – 5. September 2024 (kommissarisch)      |
| Minister für Kultur, Jugend und Sport (Aufgegangen in das Ministerium für Jugend und Sport sowie Ministerium für Kultur und Informationspolitik) | Anatolij Maksymtschuk (Анатолій Олександрович Максимчук) |      | 4. März 2020 – 10. März 2020 (kommissarisch)         |
| Minister für Kultur, Jugend und Sport (Aufgegangen in das Ministerium für Jugend und Sport sowie Ministerium für Kultur und Informationspolitik) | Switlana Fomenko (Світлана Валеріївна Фоменко)           |      | 10. März 2020 – 29. März 2020 (kommissarisch)        |
| Minister für Kultur und Informationspolitik (Entstanden aus dem Ministerium für Kultur, Jugend und Sport am 29. März 2020, geändert in das Ministerium für Kultur und strategische Kommunikation am 5. September 2024) | Switlana Fomenko (Світлана Валеріївна Фоменко)           |      | 29. März 2020 – 4. Juni 2020 (kommissarisch)         |
| Minister für Kultur und Informationspolitik (Entstanden aus dem Ministerium für Kultur, Jugend und Sport am 29. März 2020, geändert in das Ministerium für Kultur und strategische Kommunikation am 5. September 2024) | Oleksandr Tkatschenko                                    |      | 4. Juni 2020 – 27. Juli 2023                         |
| Minister für Kultur und Informationspolitik (Entstanden aus dem Ministerium für Kultur, Jugend und Sport am 29. März 2020, geändert in das Ministerium für Kultur und strategische Kommunikation am 5. September 2024) | Rostyslaw Karandejew (Ростислав Володимирович Карандєєв) |      | 28. Juli 2023 – 5. September 2024 (kommissarisch)    |
| Minister für Wirtschaftsentwicklung, Handel und Landwirtschaft (Aufgegangen in das Ministerium für Wirtschaft sowie Ministerium für Agrarpolitik und Ernährung) | Pawel Kuchta (Павло Андрійович Кухта)                    |      | 10. März 2020 – 17. März 2020 (kommissarisch)        |
| Minister für Wirtschaftsentwicklung, Handel und Landwirtschaft (Aufgegangen in das Ministerium für Wirtschaft sowie Ministerium für Agrarpolitik und Ernährung) | Ihor Petraschko (Ігор Ростиславович Петрашко)            |      | 17. März 2020 – 18. Mai 2021                         |
| Minister für Wirtschaftsentwicklung, Handel und Landwirtschaft (Aufgegangen in das Ministerium für Wirtschaft sowie Ministerium für Agrarpolitik und Ernährung) | Iryna Nowikowa (Ірина Юріївна Новікова)                  |      | 19. Mai 2021 – 20. Mai 2021 (kommissarisch)          |
| Ministerin für Fragen der Wiedereingliederung temporär besetzter Gebiete (Umgeformt in das Ministerium der Nationalen Einheit der Ukraine) | Oleksij Resnikow                                         |      | 4. März 2020 – 3. November 2021                      |
| Ministerin für Fragen der Wiedereingliederung temporär besetzter Gebiete (Umgeformt in das Ministerium der Nationalen Einheit der Ukraine) | Iryna Wereschtschuk                                      |      | 4. November 2021 – 5. September 2024                 |
| Ministerin für Fragen der Wiedereingliederung temporär besetzter Gebiete (Umgeformt in das Ministerium der Nationalen Einheit der Ukraine) | Anatolij Stelmach (Анатолій Юрійович Стельмах)           |      | 5. September 2024 – 3. Dezember 2024 (kommissarisch) |
| Minister für Infrastruktur | Wladyslaw Kryklij                                        |      | 4. März 2020 – 18. Mai 2021                          |
| Minister für Infrastruktur | Oleksandr Kubrakow (Олександр Миколайович Кубраков)      |      | 20. Mai 2021 – 1. Dezember 2022                      |